# Pérols-sur-Vézère
Pérols-sur-Vézère település Franciaországban, Corrèze megyében. Lakosainak száma 199 fő (2022. január 1.). Pérols-sur-Vézère Ambrugeat, Bonnefond, Bugeat, Meymac és Saint-Merd-les-Oussines községekkel határos.
Vasútállomása: Gare de Barsanges.

## Népesség
A település népességének változása:
| Lakosok száma | 373  | 229  | 214  | 184  | 179  | 178  | 185  | 192  | 194  | 199  |
|               | 1968 | 1982 | 1990 | 2006 | 2013 | 2015 | 2017 | 2019 | 2020 | 2022 |